# Postfeld
Postfeld er en by og kommune i det nordlige Tyskland, beliggende i Amt Preetz-Land i den sydvestlige del af Kreis Plön. Kreis Plön ligger i den østlige/centrale del af delstaten Slesvig-Holsten.

## Geografi
Byen er beliggende omkring 10 km sydøst for Kiel og omkring 5 km sydvest for Preetz i nærheden af Bundesstraße 404 fra Kiel mod Bad Segeberg. Selvom Postfeld ligger ved Postsee, er hele søen ikke en del af kommunen.